# Idaea baeticaria
Idaea baeticaria là một loài bướm đêm trong họ Geometridae.